# Takashi Ono
Takashi Ono (en japonès: 小野 喬, Ono Takashi) (Noshiro, Japó 1931) és un gimnasta artístic japonès, ja retirat, guanyador de tretze medalles olímpiques. Està casat amb la gimnasta i medallista olímpica Kiyoko Ono.

## Carrera esportiva
Va participar, als 20 anys, als Jocs Olímpics d'Estiu de 1952 realitzats a Hèlsinki (Finlàndia), on va aconseguir guanyar la medalla de bronze en la prova de salt a cavall. Així mateix finalitzà quart en la prova d'exercici de terra i cinquè en la prova per equips, aconseguint així un diploma olímpic, com a resultats més destacats.
En els Jocs Olímpics d'Estiu de 1956 realitzats a Melbourne (Austràlia) aconseguí guanyar cinc medalles olímpiques: la medalla d'or en la prova de barra fixa; la medalla de plata en la prova individual, la prova per equips i el cavall amb arcs; i una medalla de bronze en la prova de barres paral·leles. En aquests Jocs finalitzà, així mateix, cinquè en la prova d'anelles, aconseguint un diploma olímpic, i vuitè en la prova de l'exercici de terra.
En els Jocs Olímpics d'Estiu de 1960 realitzats a Roma (Itàlia) va aconseguir guanyar sis medalles, tres medalles d'or en la prova per equips, salt sobre cavall i barra fixa; una medalla de plata en la prova individual; i dues medalles de bronze en la prova de barres paral·leles i d'anelles, finalitzant quart en l'exercici de terra i sisè en el cavall amb arcs.
En els Jocs Olímpics d'Estiu de 1964 realitzats a Tòquio (Japó), els seus quarts i últims Jocs, guanyà la medalla d'or en la prova per equips, finalitzant sisè en la prova de barra fixa com a resultat més destacat. En aquests Jocs fou l'encarregat de realitzar el Jurament Olímpic durant la cerimònia d'obertura dels Jocs per part dels esportistes.
Al llarg de la seva carrera ha guanyat sis medalles en el Campionat del Món de gimnàstica artística, entre elles dos medalles d'or.
El 1998 fou inclòs a l'International Gymnastics Hall of Fame.